# Tom Clancy's Rainbow Six Siege
Tom Clancy's Rainbow Six Siege é um jogo eletrônico multiplayer online de tiro em primeira pessoa produzido pela Ubisoft Montreal. Foi inicialmente lançado para Xbox One, PlayStation 4 e para Microsoft Windows.
Foi anunciado pela Ubisoft em 9 de junho de 2014 na Electronic Entertainment Expo 2014, onde foi muito aplaudido pela crítica. Siege usa a engine proprietária AnvilNext, e é considerado o sucessor de Tom Clancy's Rainbow 6: Patriots, que foi cancelado. Como os outros títulos da série, foca-se sobretudo no trabalho em equipe e realismo. No entanto, têm algumas diferenças para os outros jogos, baseando-se fortemente na cooperação entre os jogadores e na destruição de ambientes fechados. No entanto, Siege não tem nenhuma apenas os cenários campanha, apesar de oferecer o modo Cenários, onde o jogador pode aprender a utilizar os operadores, e oferece também o modo online.
Os jogadores assumem o papel de um dos membros da equipe contra-terrorista Rainbow, que tem de enfrentar um novo inimigo chamado The White Masks, que estão a causar o caos por todo o mundo apesar de se desconhecer as suas reais intenções.

## Jogabilidade

A imagem mostra uma versão "alpha" do jogo no “Hostage Mode”. O jogador da equipa Rainbow (equipa atacante) tem de momento na sua posse a refém capturada pelos terroristas (equipa de defesa).

Tom Clancy's Rainbow Six Siege é um jogo de tiro na primeira pessoa táctico, em que os jogadores assumem o papel de um dos membros da equipe Rainbow, uma unidade contra-terrorista. Os membros têm diferentes nacionalidades, habilidades e equipamentos. Por exemplo, um deles com o nome Twitch tem um drone que pode dar choques aos inimigos com uma descarga eléctrica, enquanto que Smoke tem a habilidade de colocar gases venenosos, fazendo os inimigos perderem vida nas áreas afectadas. Como resultado, o jogo tem uma estrutura assimétrica. Cada um dos lados têm acesso ao "Recruit", cujo equipamento e aparelhos podem ser personalizados pelo jogador, conforme os requerimentos da missão em que vão entrar. Os jogadores só têm acesso a um operador durante uma rodada. Os "gadgets", como as granadas, são valiosas porque o seu numero é limitado. O trabalho em equipe e as comunicações entre jogadores são pontos encorajados em Siege, e é pedido aos jogadores para integrar as suas habilidades para eliminar os inimigos.
Os jogadores podem planear o ataque na "fase de preparação" que é um tempo para ambos os lados se prepararem para a rodada. Os atacantes podem por exemplo enviar drones para estudar o ambiente e localizar os inimigos e os alvos que procuram, enquanto que os defensores podem fortificar algumas áreas para prevenir ataques. Os atacantes podem começar em várias localizações do mapa. Os mapas foram desenhados para haver combates em ambientes confinados. Uma vez mortos os jogadores não podem ressuscitar, no entanto podem reavivar os companheiros de equipe caídos. A razão é porque a equipe de produção quer encorajar os jogadores a usarem trabalho de equipe, tácticas e construir tensão, ao qual foi chamado "os três grandes pilares" da Ubisoft Montreal. O tempo de cada jogo ou ronda é curto. Verticalidade está entre os aspectos chave no desenho dos mapas. os jogadores podem destruir o chão e o teto, assim como fazer emboscadas quando descem em rappel e entram a partir de janelas. também é dada grande ênfase à destruição, uma das grandes razões que levo ao cancelamento de Rainbow Six: Patriots. É também o “centro da experiência” de Siege, de acordo com Andrew Witts, o designer do jogo. Está incluído no jogo um um sistema de destruição processual. As estruturas podem ser destruídas com explosivos, ou ao fazer buracos de bala. Os ambientes têm diferentes materiais, em que os objectos ambientais de diferentes materiais irão mostrar reacções diferentes para com os ataques do jogador. Os jogadores podem ganhar vantagem através da destruição e o sistema tende a encorajar os jogadores a serem criativos e estratégicos. Para dar uma jogabilidade mais realista, o jogo tem um sistema de penetração de balas, no qual os projecteis fazem menos dano quando acertam nos inimigos através das estruturas. Em adição à destruição, os jogadores podem usar barreiras e escudos para protecção, mas estes também podem ser destruídos. Para prevenir os ataques os defensores podem criar armadilhas, com arame farpado por exemplo, ao redor dos mapas.
O jogo tem vários modos, como o “Hostage Mode”, na qual os atacantes têm de extrair o refém (masculino ou feminino) dos defensores, enquanto que estes têm de prevenir que tal aconteça. Um outro é o modo cooperativo "Terrohunt", que suporta até cinco jogadores. Os jogadores controlam ou os atacantes ou os defensores, e têm de lutar contra várias "ondas" de inimigos controlados pela inteligência artificial. Siege será lançado com dez mapas.
O jogo também inclui uma campanha para um jogador. Os níveis da campanha só podem ser jogados no modo singleplayer, nesse modo quando o jogador morre ele tem que reiniciar o cenário, são ao todo 11 cenários (incluindo a missão multiplayer Artigo 5).

## Cenário
Anos depois da desactivação do Programa Rainbow, o programa foi de novo reactivado por um novo líder, conhecido por Six. Os jogadores assumem o papel de um dos membros da equipe contra-terrorista Rainbow, que tem de enfrentar um novo inimigo chamado The White Masks, que estão a causar o caos por todo o mundo apesar de se desconhecer as suas reais intenções.

## Desenvolvimento
Siege é considerado o sucessor de Tom Clancy's Rainbow 6: Patriots, que foi cancelado. Como os outros títulos da série, foca-se sobretudo em trabalho de equipe e realismo. No entanto, têm algumas diferenças para os outros jogos, baseando-se fortemente na cooperação entre os jogadores e na destruição de ambientes fechados. O jogo usa o motor AnvilNext, propriedade da Ubisoft, e é o primeiro da série desde Rogue Spear que não usa o Unreal Engine da Epic. A produção começou em Janeiro de 2013, e foi revelado pela Ubisoft a 9 de Junho de 2014 na Electronic Entertainment Expo 2014, recebendo boas reacções por parte da critica.
A 15 de Junho de 2015, durante a conferencia de imprensa da Ubisoft na E3, foram mostrados vários vídeos do jogo. Os vídeos, que foram depois carregados para o canal oficial YouTube, mostram elementos do ambiente e da jogabilidade de Rainbow Six Siege. Também anunciado foi o modo Terrorist Hunt, um modo cooperativo introduzido em jogos anteriores da série.
A 30 de Outubro de 2015 foi dado a conhecer que Rainbow Six Siege já tinha entrado na fase ouro, significando que a produção do jogo estava completa.

### Testes beta
Em Março de 2015, a Ubisoft anunciou que estava em produção uma versão alpha fechada, exclusiva para Microsoft Windows. Também foi anunciado uma beta fechada para Microsoft Windows, PlayStation 4 e Xbox One. A Ubisoft revelou que para garantir a beta teria de se pré-reservar o jogo em qualquer plataforma. Os jogadores também podem ter acesso à beta se doarem dinheiro à organização de caridade Extra Life. Os teste beta decorreram de 24 de Setembro até 4 de Outubro de 2015.

## Lançamento
Inicialmente previsto para Outubro de 2015, Tom Clancy's Rainbow Six: Siege vai ser lançado a 1 de Dezembro de 2015 para Microsoft Windows, PlayStation 4 e Xbox One. A equipe referiu que o adiamento de deveu à necessidade de precisarem de mais tempo para produzir o jogo. Os jogadores que comprarem Siege para Xbox One podem descarregar gratuitamente Vegas e Vegas 2. Em Março de 2015 foi anunciada a edição de coleccionador para o jogo. Com o nome "Art of Siege" a edição inclui para além do jogo, uma caixa de coleccionador, um pacote que permite dourar todas as armas do jogo e um Guia Táctico de 120 páginas. Exclusiva para a loja Uplay existe a edição "Tactical Elite", que tem todos os conteúdos da anterior mas acrescenta o Season Pass (Passe de Temporada).

## Recepção

### Pré-lançamento
Tom Clancy's Rainbow Six: Siege foi jogado durante a E3 2014 em que se mostrava um cenário de salvamento de um refém, o que levou a reacções muito positivas da imprensa da especialidade. Eventualmente acabou por ganhar o prémio de "Melhor Jogo do Evento E3 2014", atribuído pela IGN.

## Competitivo
O FACEIT vem promovendo campeonatos no cenário competitivo amador e profissional para apenas o computador. O cenário competitivo do jogo foi se desenvolvendo ao passar dos anos e hoje possui diversos campeonatos como a Liga Six, Elite Six, BR6, Six Initational, Six Major, Six Invitational e outros.